# Lassi Lappalainen
Lassi Lappalainen est un footballeur international finlandais né le 24 août 1998 à Espoo en Finlande. Il joue au Columbus Crew en MLS.

## Biographie

### En club

#### Bologne et Montréal
Le 25 juillet 2019, Lappalainen est prêté pour six mois avec deux années en option, en MLS à l'Impact de Montréal, par le Bologne FC qui vient tout juste de l'acquérir. Deux jours plus tard, il inscrit un doublé au Stade Saputo contre le leader de l'est, le Union de Philadelphie (victoire 4-0), à l'occasion de son premier match avec le Bleu-Blanc-Noir. En novembre 2024, il devient agent libre quand le CF Montréal décide de ne pas exercer l'option d'une année supplémentaire à son contrat.

#### Columbus
Le 8 janvier 2025, il signe un contrat d'un an au Crew de Columbus avec une année supplémentaire en option.

### En équipe nationale
Avec les moins de 19 ans, il inscrit cinq buts lors des éliminatoires du championnat d'Europe des moins de 19 ans 2017, avec notamment un doublé contre l'Ukraine en mars 2017.
Avec les espoirs, il inscrit trois buts lors des éliminatoires de l'Euro espoirs 2019, contre les îles Féroé, la Pologne et la Géorgie.
Le 8 janvier 2019, il reçoit sa première sélection en équipe de Finlande, lors d'un match amical contre la Suède, où il joue 68 minutes (victoire 0-1). Trois jours plus tard, il délivre sa première passe décisive contre l'Estonie (défaite 1-2). Le 11 juin de la même année, il délivre une deuxième passe décisive, contre le Liechtenstein, lors des éliminatoires de l'Euro 2020 (victoire 0-2).
Il est par la suite membre des 26 joueurs sélectionnés par Markku Kanerva pour disputer l'Euro 2020, première compétition internationale officielle pour les finlandais. Le 16 juin 2021, il débute sur le banc pour le deuxième match de la Finlande à l’Euro 2020 face à la Russie mais entrera en jeu en remplaçant Teemu Pukki à la 75e minute. Lappalainen disputera un seul des trois matchs du tournoi face à la Russie donc (défaite 0-1). Les finlandais sortiront dès la phase de poules.

## Palmarès
- HJK Helsinki
  - Champion de Finlande en 2017
  - Finaliste de la Coupe de Finlande en 2016
- RoPS Rovaniemi
  - Vice-champion de Finlande en 2018
- CF Montréal
  - Vainqueur du Championnat canadien en 2019 et 2021

## Statistiques
| Saison                | Club                      | Championnat           | Championnat | Championnat | Coupe nationale | Coupe nationale | Coupe de la Ligue | Coupe de la Ligue | Compétition(s) continentale(s) | Compétition(s) continentale(s) | Compétition(s) continentale(s) | Séries | Séries | Finlande | Finlande | Total | Total |
| Saison                | Club                      | Division              | M.          | B.          | M.              | B.              | M.                | B.                | Comp.                          | M.                             | B.                             | M.     | B.     | M.       | B.       | M.    | B.    |
| 2015                  | HJK Helsinki              | Veikkausliiga         | 0           | 0           | 0               | 0               | 1                 | 0                 | -                              | -                              | -                              | -      | -      | -        | -        | 1     | 0     |
| 2016                  | HJK Helsinki              | Veikkausliiga         | 14          | 0           | 1               | 0               | 4                 | 0                 | C3                             | 0                              | 0                              | -      | -      | -        | -        | 19    | 0     |
| 2017                  | HJK Helsinki              | Veikkausliiga         | 1           | 0           | 5               | 1               | -                 | -                 | C3                             | 1                              | 0                              | -      | -      | -        | -        | 7     | 1     |
| 2019                  | HJK Helsinki              | Veikkausliiga         | 16          | 3           | 5               | 1               | -                 | -                 | C1                             | 2                              | 2                              | -      | -      | 5        | 0        | 28    | 6     |
| Sous-total            | Sous-total                | Sous-total            | 31          | 3           | 11              | 2               | 5                 | 0                 | -                              | 3                              | 2                              | 0      | 0      | 5        | 0        | 55    | 7     |
| 2015                  | Klubi-04 (prêt)           | Kakkonen              | 14          | 7           | 0               | 0               | -                 | -                 | -                              | -                              | -                              | -      | -      | -        | -        | 14    | 7     |
| 2016                  | Klubi-04 (prêt)           | Kakkonen              | 5           | 1           | 0               | 0               | -                 | -                 | -                              | -                              | -                              | -      | -      | -        | -        | 5     | 1     |
| 2017                  | Klubi-04 (prêt)           | Kakkonen              | 2           | 2           | 0               | 0               | -                 | -                 | -                              | -                              | -                              | -      | -      | -        | -        | 2     | 2     |
| Sous-total            | Sous-total                | Sous-total            | 21          | 10          | 0               | 0               | -                 | -                 | -                              | 0                              | 0                              | 0      | 0      | 0        | 0        | 21    | 10    |
| 2017                  | RoPS Rovaniemi (prêt)     | Veikkausliiga         | 13          | 4           | 0               | 0               | -                 | -                 | -                              | -                              | -                              | -      | -      | -        | -        | 13    | 4     |
| 2018                  | RoPS Rovaniemi (prêt)     | Veikkausliiga         | 26          | 8           | 5               | 3               | -                 | -                 | -                              | -                              | -                              | -      | -      | -        | -        | 31    | 11    |
| Sous-total            | Sous-total                | Sous-total            | 39          | 12          | 5               | 3               | -                 | -                 | -                              | -                              | -                              | -      | -      | 0        | 0        | 44    | 15    |
| 2019                  | Impact de Montréal (prêt) | MLS                   | 11          | 5           | 4               | 0               | -                 | -                 | -                              | -                              | -                              | -      | -      | 2        | 0        | 17    | 5     |
| 2020                  | Impact de Montréal (prêt) | MLS                   | 14          | 4           | 0               | 0               | -                 | -                 | LCC                            | 0                              | 0                              | -      | -      | -        | -        | 14    | 4     |
| 2021                  | CF Montréal (prêt)        | MLS                   | 15          | 1           | 3               | 0               | -                 | -                 | -                              | -                              | -                              | -      | -      | 2        | 0        | 20    | 1     |
| 2022                  | CF Montréal               | MLS                   | 24          | 2           | 0               | 0               | -                 | -                 | LCC                            | 4                              | 0                              | -      | -      | -        | -        | 28    | 2     |
| Sous-total            | Sous-total                | Sous-total            | 64          | 12          | 7               | 0               | -                 | -                 | -                              | 4                              | 0                              | 0      | 0      | 4        | 0        | 79    | 12    |
| Total sur la carrière | Total sur la carrière     | Total sur la carrière | 155         | 37          | 23              | 5               | 5                 | 0                 | -                              | 7                              | 2                              | 0      | 0      | 9        | 0        | 199   | 44    |